# Inand
Inand – wieś w Rumunii, w okręgu Bihor, w gminie Cefa. W 2011 roku liczyła 848 mieszkańców.